# قوة بلانك
قوة بلانك (بالإنجليزي:Planck force)هي القوة المستمدة من تعريف وحدات بلانك الأساسية طول بلانك , كتلة بلانك , زمن بلانك وتساوي وحدة الزخم الطبيعية تقسيم وحدة الزمن الطبيعية
{\displaystyle F_{P}={\frac {m_{P}c}{t_{P}}}={\frac {c^{4}}{G}}=1.21027\times 10^{44}{\mbox{ N.}}}.

## اشتقاقات أخرى
ترتبط قوة بلانك مع طاقة الجذب الكامنة والطاقة الكهرومغناطيسية [1]، وعلى هذا النحو تعرف على أنها قوة الجذب الذاتي عند نصف قطر شفارتزشيلد
{\displaystyle F_{P}={\frac {Gm^{2}}{r_{G}^{2}}}},
{\displaystyle r_{G}={\frac {r_{s}}{2}}={\frac {Gm}{c^{2}}}.},
G ثابت الجذب العام
c سرعة الضوء في الفراغ
m الكتلة
rG نصف قطر شفارتزشيلد
rs نصف قطر كتلة معينة
ويمكن حساب قوة بلانك بقسمة الطاقة على نصف قطر شفارتزشيلد على النحو التالي :
{\displaystyle F_{P}={\frac {mc^{2}}{\frac {Gm}{c^{2}}}}={\frac {c^{4}}{G}}.}
كما نلاحظ ارتباط قوة بلانك مع طاقة بلانك وذلك عند حساب القوة باستخدام انخفاض طول موجة كومتون تنخفض بمقدار2π
{\displaystyle F={\frac {mc^{2}}{\frac {\hbar }{mc}}}={\frac {m^{2}c^{3}}{\hbar }}.}
هذه القوة تختلف من كتلة لأخرى (فعلى سبيل المثال، في الإلكترون تكون القوة هي المسؤولة عن ظهور مفعول Schwinger ، انظر [2])
{\displaystyle {\frac {\hbar }{m_{P}c}}={\frac {Gm_{P}}{c^{2}}}}
mP كتلة بلانك تساوي 2.18 × 10−8 كيلو جرام
وبإعادة ترتيب المعادلة :
{\displaystyle c\hbar =Gm_{P}^{2}.}

## النسبية العامة
تفيد قوة بلانك في العمليات الحسابية ، فعلى سبيل المثال في معادلات حقل اينشتاين يمكن وصف مجال الجاذبية المحيط بكتلة ما:
{\displaystyle G_{\mu \nu }=8\pi {\frac {G}{c^{4}}}T_{\mu \nu }}
حيث أن {\displaystyle G_{\mu \nu }} موتر اينشتاين ، {\displaystyle T_{\mu \nu }} طاقة-زخم الموتر